# Реал Потосі
«Реа́л Пото́сі» (ісп. «Club Bamin Real Potosí») — болівійський футбольний клуб з Потосі.

## Історія
«Клуб Реал Потосі» був заснований 20 жовтня 1941 року. Слово «Бамін» додалося в його назву в 1980 році, після злиття з однойменним клубом. Після перемоги в 2 дивізіоні чемпіонату Болівії в 1997 році, в 1998 «Реал Потосі» дебютував в Професійному дивізіоні чемпіонату країни. У 2002 році клуб дебютував у розіграші Кубка Лібертадорес.
У 2007 році «Реал Потосі» вперше у своїй історії став чемпіоном Болівії і втретє отримав путівку в груповий етап Кубка Лібертадорес.
Стадіон клубу, названий на честь Віктора Угарте (раніше носив ім'я Маріо Меркадо Вака Гусмана), розташований на висоті 3960 метрів над рівнем моря - один з найвисокогірніших стадіонів світу 

## Досягнення
- Чемпіон Болівії (1): 2007 (Апертура)
- Віце-чемпіон Болівії (3): 2004 (Клаусура), 2006 (Клаусура), 2006 (Літо)
- Фіналіст Кубка Аеросур півдня Болівії (3): 2009, 2010, 2011
- Чемпіон Другого Дивізіону (1): 1997
- Учасник Кубка Лібертадорес (4): 2002, 2007, 2008, 2009, 2010, 2012
- Учасник Південноамериканського кубка (1): 2007

## Відомі гравці
- Луїс Гатті Рібейро
- Персі Кольче
- Дарвін Пенья
- Карлос Едуардо Монтейро